# ادی ویلیامز (بازیکن فوتبال)
ادی ویلیامز (انگلیسی: Ady Williams؛ زادهٔ ۱۶ اوت ۱۹۷۱) بازیکن فوتبال اهل بریتانیا است.
از باشگاه‌هایی که در آن بازی کرده‌است می‌توان به باشگاه فوتبال ولورهمپتون واندررز، باشگاه فوتبال سوئیندون تاون، باشگاه فوتبال ردینگ، باشگاه فوتبال کاونتری سیتی، باشگاه فوتبال میلوال، و باشگاه فوتبال وستون سوپر مار اشاره کرد.
وی همچنین در تیم ملی فوتبال ولز بازی کرده‌است.